# Стратон I
Стратон I Сотер Дікайос (Рятівник, Праведний) (*ΣΤΡΑΤΩΝ Α ΣΩΤΗΡ ΔΙΚΑΙΟΣ, д/н — 110 до н. е.) — цар Індо-Грецької держави у 130 до н. е.—110 до н. е. роках.

## Життєпис
Походив з династії Євтидемідів. Син царя Менандра I. Після смерті батька 130 року до н. е. Стратон був ще досить молодим, тому правителькою стала його мати Агатоклея. Проте цим скористався інший представник династії — Зоїл I — зумів захопити Паропамісади і Арахозію. Столицю було перенесено до міста Капіса (неподалік від сучасного Пешавару або ближче до Мультану).
У 120 році до н. е. повністю перебрав владу на себе. Став карбувати власні монети (на відміну від періоду 13-120 роках до н. е., де був разом з матір'ю) з написами давньогрецькою мовою і палі. Деякі з них виявлено в області Матхура у Північній Індії (в області сучасної Нью-Делі). Тому вважається, це місто кордоном володінь Стратона I. Єдиний з представників індійських Євтидемідів зображений з бородою.
Намагався відвоювати батьківські володіння в Паропамісадах, але невдало. Ймовірно, був прихильником буддизму, оскільки на низці монет є згадки про дхарму.
У середині 110-х років до н. е. вимушений був боротися за збереження своїх володінь в Гандхарі від Геліокла II. За невідомих обставин останній у 110 році до н. е. змінив Стратона I.